# Keith Blunt
Keith Blunt (1939 – 12 agosto 2016) è stato un allenatore di calcio inglese.

## Carriera

### Allenatore
Blunt fu allenatore del Malmö dal 1980 al 1982. Nel 1984, guidò i norvegesi del Viking.

## Palmarès

### Allenatore

#### Competizioni nazionali
- Coppa di Svezia: 1

Malmö: 1980